# Juéliè
Juéliè o Jue lie (決裂, Ruptura o Rompiendo con las viejas ideas), es el título de una película china del director Wenhua Li estrenada en 1975, durante la Revolución cultural. El film está protagonizado por Zhenqing Guo, en el papel de Long, y Suya Wang, en el papel de Li Jinfeng. La historia está ambientada en 1958, durante el Gran Salto Adelante, en una comuna popular de la provincia de Jiangsu. El relato trata de un instituto de educación agraria en la que los dirigentes del Partido Comunista (Tang) y algunos viejos profesores, enfrentan las ideas pedagógicas de "ruptura" que trae el nuevo director Long, quien es apoyado por los estudiantes (Li Jinfeng) y los campesinos de la aldea. La película expresa las ideas de lucha contra la burocracia del Partido Comunista y reivindicación de la juventud y la línea política marcada por el presidente Mao, que impulsó la Revolución cultural.
La película puede verse con subtítulos en español en Youtube.

## Reparto
- Zhenqing Guo, como Long Guozheng.
- Suya Wang, como Li Jinfeng.
- Xiying Wen, como el Secretario del Partido Comunista Tang.
- Zhan Xu, como Xu Niuzai.
- Zheng Zhang, como el Viejo Representante.